# Georg-Brauchle-Ring
Georg-Brauchle-Ring – stacja metra w Monachium, na linii U1. Stacja została otwarta 18 października 2003.